# Монтауро
Монтауро (итал. Montauro) је насеље у Италији у округу Катанцаро, региону Калабрија.
Према процени из 2011. у насељу је живело 822 становника. Насеље се налази на надморској висини од 405 м.

## Становништво
Према резултатима пописа становништва 2011. у општини је живело 1.583 становника.
| 1931. | 1936. | 1951. | 1961. | 1971. | 1981. | 1991. | 2001. | 2011. |
| ----- | ----- | ----- | ----- | ----- | ----- | ----- | ----- | ----- |
| 2.144 | 2.199 | 2.199 | 2.159 | 1.872 | 1.552 | 1.446 | 1.315 | 1.583 |